# Anna Belfer-Cohen

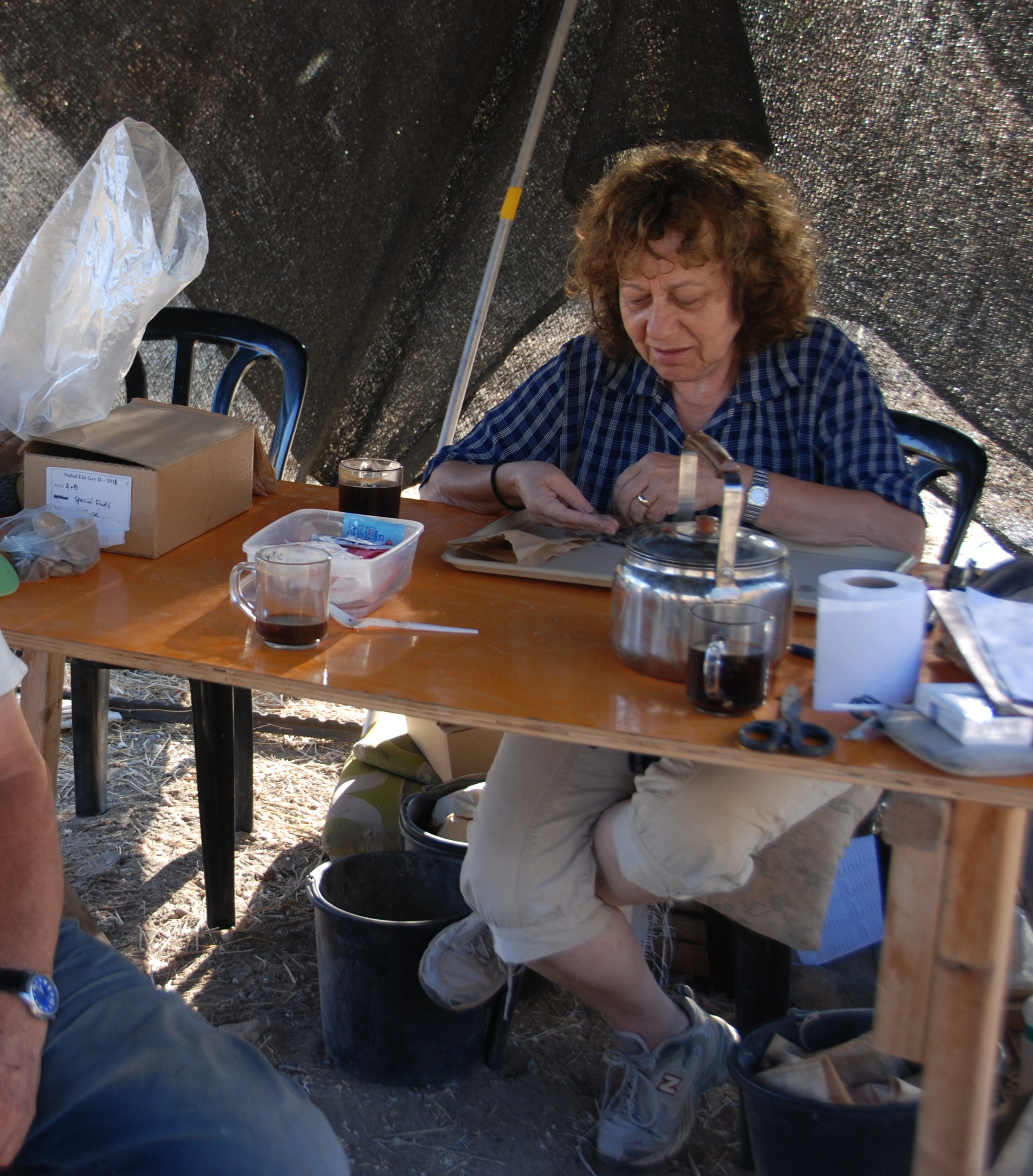
Anna Belfer-Cohen nas escavações de Nahal Ein Gev II, 2011

Anna Belfer-Cohen (em hebraico:  אנה בלפר-כהן ; nascida em 3 de novembro de 1949) é uma arqueóloga e paleoantropóloga israelense e professora emérita do Instituto de Arqueologia da Universidade Hebraica de Jerusalém. Belfer-Cohen escavou e estudou muitos locais pré-históricos importantes em Israel, incluindo as cavernas Hayonim e Kebara e locais ao ar livre como Nahal Ein Gev I e Nahal Neqarot. Ela também trabalhou por muitos anos na República da Geórgia, onde fez importantes contribuições para o estudo da sequência paleolítica do Cáucaso, após seu trabalho nos locais das cavernas de Dzoudzuana, Kotias e Satsrublia. Ela é especialista em Antropologia biológica, arte pré-histórica, tecnologia lítica, Paleolítico Superior e humanos modernos, a cultura Natufiana e a transição para a vida da aldeia.
Belfer-Cohen publicou centenas de artigos e co-editou vários livros. Seu trabalho é amplamente citado no campo da Arqueologia Pré-Histórica e, especialmente, na cultura da Natufian.
Belfer-Cohen é casada, tem dois filhos e quatro netos e atualmente reside em Jerusalém.

## Infância e educação

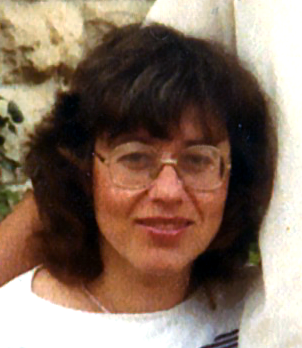

Anna Belfer-Cohen nasceu em Rivne, Ucrânia em 1949, filha de Halina (Ala) e Yehuda Belfer. A família imigrou para Israel em 1956. Depois de concluir o ensino médio em sua cidade natal, Petah Tikva, ela começou a estudar em arqueologia no Instituto de Arqueologia, Universidade Hebraica de Jerusalém, onde também obteve seu mestrado (1981) e doutorado (1988). Já em seus estudos de graduação, ela participou de muitas expedições arqueológicas em Israel, Chipre e Sinai. A dissertação de doutorado de Belfer-Cohen (supervisionada pelo professor Ofer Bar-Yosef) foi dedicada à cultura natufiana. Foi nomeada professora titular do Instituto de Arqueologia da Universidade Hebraica de Jerusalém, em 2002. De 2005 a 2009, atuou como chefe do Instituto de Arqueologia da universidade. De 2014 a 2018, foi chefe da Autoridade para Estudantes de Pesquisa (ciências não experimentais).

## Contribuições científicas

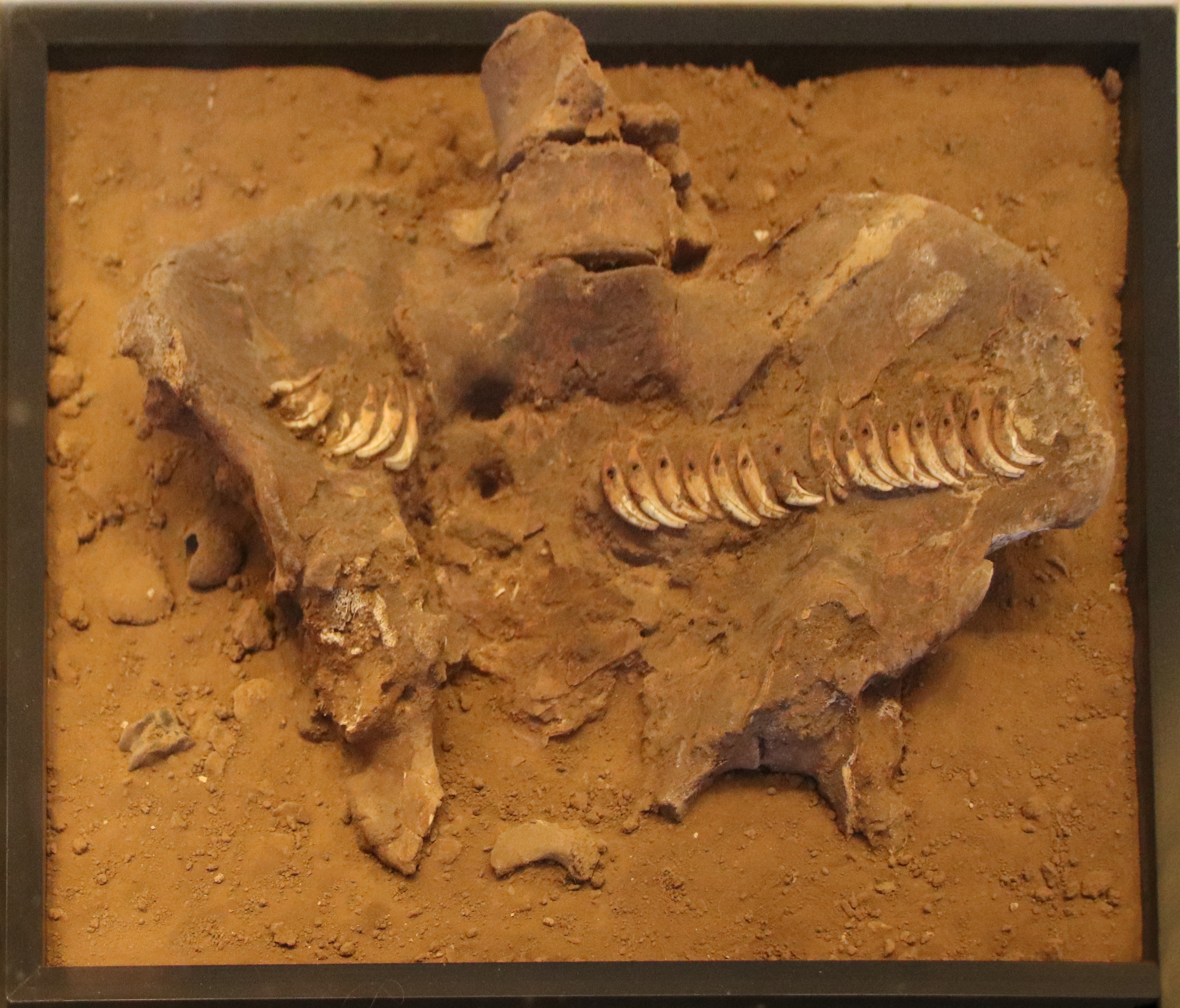
Pelve feminina decorada com dentes de raposa, cultura natufiana, caverna de Hayonim

No início de sua carreira, Belfer-Cohen participou de escavações no local do Paleolítico Inferior de 'Ubeiydia, no vale do Jordão (o local mais antigo de Israel), nos locais pré-históricos do Paleolítico Superior e Epipaleolítico no norte do deserto do Sinai, nos cemitérios do Idade calcolítica e Idade do Bronze no sul do Sinai.
Durante seus estudos de mestrado, Belfer-Cohen analisou as ferramentas líticas e ósseas da camada aurignaciana na caverna Hayonim (datada de 35.000 anos atrás). Em seu trabalho, ela identificou o Aurignaciano Levantino e sua singularidade na sequência do Paleolítico Superior na área. Ao longo dos anos, ela ajudou a entender as interações dessa cultura de caçadores-coletores com sua contraparte européia.
Em seu doutorado, Belfer-Cohen discutiu os aspectos tecnológicos e espaciais dos restos de materiais natufianos da Caverna Hayonim, na Galiléia, incluindo arquitetura, enterros, assembléias líticas, ferramentas de pedra e ornamentos pessoais. Neste trabalho, ela forneceu a base para o estudo moderno da cultura natufiana e moldou as importantes questões de pesquisa, que ainda são empregadas pela pesquisa atual.
Belfer-Cohen participou de muitos projetos arqueológicos, alguns que duraram várias décadas, como as cavernas Kebara e Hayonim, onde esteve envolvida no estudo e publicação das descobertas. Projetos de pesquisa e contribuições recentes selecionados incluem:
- The First Cemeteries – The nature and meaning of Burial practices in the Natufian Society. Cultural Complexity on the eve of the transition to agriculture. Studies of skeletal material as well as material finds from the sites of Hayonim and Hilazon Tachtit caves jointly with Prof. Leore Grosman (Hebrew University).
- Reconstruction of the Upper Paleolithic to Neolithic sequence of Georgia, the southern Caucasus. This is a joint Georgian-USA-Israeli project directed by her on behalf of the Hebrew University of Jerusalem, in collaboration with Dr. Tengis Meshviliani, Georgia State Museum and Prof. Ofer Bar-Yosef from Harvard University. In this project the team established the chronology of the local Upper Paleolithic, with the arrival of Homo sapiens, and their local adjustment as compared to the Neanderthals of the preceding Middle Paleolithic. The project includes excavations at Dzudzuana cave, 1996-2001; 2006–7. Another central question in the project was aimed at establishing whether the transformation from hunter-gatherers unto agriculturalists wan an endemic innovation, acculturation of ideas from elsewhere, or the result of invasions of foreign groups. This entailed excavations at  the Kotias Klde rockshelter in 2002-2005; 2008–2010. Currently the team excavates at Satsurblia Cave (2010- to present), with Prof. Ron Pinhasi (Vienna University).

## Publicações selecionadas
- «The Natufian Graveyard in Hayonim Cave». Paléorient. 14: 297–308. ISSN 0153-9345. JSTOR 41492321. doi:10.3406/paleo.1988.4476
- «The origins of sedentism and farming communities in the Levant». Journal of World Prehistory (em inglês). 3: 447–498. 1989. ISSN 1573-7802. doi:10.1007/BF00975111
- «The Natufian in the Levant». Annual Review of Anthropology. 20: 167–186. ISSN 0084-6570. JSTOR 2155798. doi:10.1146/annurev.an.20.100191.001123
- Bar-Yosef, Ofer; Belfer-Cohen, Anna (1992). «From Foraging to Farming in the Mediterranean Levant». In:  Gebauer; Price. Transitions to Agriculture in Prehistory (em inglês). [S.l.: s.n.] pp. 21–48. OCLC 605693414
- Belfer-Cohen, A. and E. Hovers 1992 Burial is in the Eye of the Beholder: Middle Palaeolithic and Natufian Burials in the Levant. Current Anthropology 33: 463–71.
- Belfer-Cohen, A. and N. Goren-Inbar 1994 Cognition and Communication in the Levantine Lower Palaeolithic. World Archaeology 26(2):144-157.
- Arensburg, B. and A. Belfer-Cohen 1998 “Sapiens and Neanderthals: Rethinking the Levantine Middle Paleolithic Hominids”. In: Neanderthals and Modern Humans in West Asia, eds. T. Akazawa, K. Aoki and O. Bar-Yosef, pp. 311–322. New-York: Plenum Press.
- Belfer-Cohen, A. and O. Bar-Yosef 2000 Early Sedentism in the Near East - A Bumpy Ride to Village Life”. In: Life in Neolithic Farming Communities. Social Organization, Identity, and Differentiation, ed. I. Kuijt, pp. 19–37. New-York: Kluwer Academic/Plenum Publishers.
- Belfer-Cohen, A. and A. N. Goring-Morris 2002 “Why Microliths? Microlithisation in the Levant”. In: Thinking Small: Global Perspectives on Microlithization, eds. R. G. Elston and S.L. Kuhn, pp. 57–68.  Washington, D.C.: American Anthropological Association.
- Goring-Morris, N. and A. Belfer-Coehn. 2003. More Than Meets the Eye. Studies on Upper Palaeolithic Diversity in the Near East, Oxford: Oxbow Books.
- Meshveliani, T., O. Bar-Yosef and A. Belfer-Cohen 2004 “The Upper Palaeolithic in Western Georgia”. In: The Early Upper Paleolithic Beyond Western Europe, eds. P. J. Brantingham, S. L. Kuhn and K. W. Kerry, pp. 129–143. Berkeley: University of California Press.
- Hovers E. and A. Belfer-Cohen 2006 "Now You See it, Now You Don’t" - Modern Human Behavior in the Middle Paleolithic. In: Transitions Before The Transition. Evolution and Stability in the Middle Paleolithic and Middle Stone Age, eds. E. Hovers and S. L. Kuhn, pp. 295–304. New York: Springer.
- Belfer-Cohen, A. and A. N. Goring-Morris 2007. "From the Beginning: Levantine Upper Palaeolithic Cultural Continuity". In: Rethinking the Human Revolution, eds. P. Mellars, K. Boyle, O. Bar-Yosef and C. Stringer, pp. 199–206. Cambridge: McDonald Institute for Archaeological Research University of Cambridge.
- Goring-Morris, A. N., and A. Belfer-Cohen 2010. "Different Ways of Being, Different Ways of Seeing... Changing Worldviews in the Near East". In: Landscapes in Transition: Understanding Hunter-Gatherer and Farming Landscapes in the Early Holocene of Europe and the Levant, eds. B. Finlayson and G. Warren, pp. 9–22. London: Levant Supplementary Series & CBRL.
- Belfer-Cohen, A. and A. N. Goring-Morris 2013. Breaking the Mold: Phases and Facies in the Natufian of the Mediterranean Zone. In: Natufian Foragers in the Levant. Terminal Pleistocene Social Changes in Western Asia. Eds.O. Bar-Yosef and F.R. Valla. Pp. 544–561. Archaeological Series 19. Ann Arbor: International Monographs in Prehistory.
- «30,000-Year-Old Wild Flax Fibers» (PDF). Science (em inglês). 325. 1359 páginas. 2009. Bibcode:2009Sci...325.1359K. ISSN 0036-8075. PMID 19745144. doi:10.1126/science.1175404
- Belfer-Cohen, Anna; Bar-Yosef, Ofer (2002). «Early Sedentism in the Near East». In:  Kuijt. Life in Neolithic Farming Communities: Social Organization, Identity, and Differentiation. Springer. Col: Fundamental Issues in Archaeology (em inglês). [S.l.: s.n.] pp. 19–38. ISBN 9780306471667. doi:10.1007/0-306-47166-3_2
- «The Excavations in Kebara Cave, Mt. Carmel». Current Anthropology. 33: 497–550. 1992. ISSN 0011-3204. doi:10.1086/204112